# Handlungsfähigkeit (Psychologie)
Die Handlungsfähigkeit ist eine Grundkategorie der Kritischen Psychologie.
Sie charakterisiert das Grundbedürfnis menschlich begründeten Handelns (gegenüber nur bedingtem Verhalten bei Tieren), das darauf gerichtet ist, Verfügung über die eigenen Lebensverhältnisse innerhalb der gesellschaftlichen Lebenserhaltung zu erreichen.
Auch in der Medizin spricht man von Handlungsfähigkeit. Diese kann durch Verletzung oder Erkrankung eingeschränkt sein oder verlorengehen.

## Agency als soziologisches Konzept
Die Handlungsfähigkeit wird in der Sozialwissenschaft auch als Agency bezeichnet. Es handelt sich dabei um ein Konzept, welches seit den 70er Jahren thematisiert wird. Als Agency wird die Fähigkeit von Individuen definiert, in spezifischen Situationen unabhängig zu handeln und ihre eigenen freien Entscheidungen zu treffen. Im Gegensatz dazu sind Strukturen Einflussfaktoren, die die Akteure in ihrer Handlungsfähigkeit einschränken (die Gesellschaft, die Position, in die man hineingeboren wird…). Die Einflüsse von Strukturen und Agency sind umstritten - es ist unklar, inwieweit die Handlungen einer Person durch soziale Systeme eingeschränkt werden.
Man unterscheidet zwischen strukturorientierter (individualistic agency) und relationaler Agency (social agency). Während beim ersten Konzept das Individuum im Zentrum steht, wird das Zweite von Institutionen und deren Macht, den verschiedenen Kontexten und Beziehungen vermittelt. Als Vertreter der strukturorientierten Agency kann Giddens genannt werden, während Barnes als Vertreter der relationalen Agency gilt.
Da sich Agency durch soziale, zwischenmenschliche Beziehungen aufbaut, sind die Beteiligten wie ein Netz miteinander verwoben. Dieses Netz verändert sich ständig, da die Beziehungen nicht statisch sind und die Machtverhältnisse variieren. Daher kann Agency als ein zeitlich eingebetteter Prozess definiert werden. Dabei können drei wichtige Elemente hervorgehoben werden, welche die Bausteine der Agency sind. Das erste Element bezieht sich auf die Iteration (itinerative agency). Dabei handelt es sich um die selektive Reaktivierung vergangener Denk- und Verhaltensmuster, die es ermöglichen, Identitäten, Interaktionen und Institutionen aufrechtzuerhalten. Das zweite Element hingegen ist die Projektivität (projective agency), die es ermöglicht, sich zukünftige alternative Handlungsverläufe vorzustellen. Dies ist wiederum eng mit den Hoffnungen, Ängsten und Wünschen der betroffenen Person verbunden. Das letzte Element ist das praktisch-evaluative Element (practical-evalutative agency), das es ermöglicht aufgrund verschiedener Handlungsmöglichkeiten in der gegenwärtigen Situation Entscheidungen zu treffen.
Bei Kindern gilt in Bezug auf Agency zu beachten, dass es ein Spannungsfeld gibt. Zum einen sollte ihre Vulnerabilität berücksichtigt werden und sie müssen in Folge geschützt werden. Zum anderen muss das eigenständige Handeln und die Autonomie der Kinder gefördert werden. Experten haben noch keine einheitliche Meinung in Bezug auf dieses Thema.
Eine wichtige Aufgabe der sozialen Arbeit ist es, die Handlungsfähigkeit der involvierten Personen durch das Bereitstellen von Ressourcen zu fördern und zu stärken.